# 下村千秋
下村 千秋（しもむら ちあき、男性、1893年9月4日 - 1955年1月31日）は、日本の作家。

## 経歴
茨城県信太郡朝日村（稲敷郡朝日村を経て、現在の阿見町）生まれ。1908年、茨城県立土浦中学校（現在の茨城県立土浦第一高等学校）へ進む。1919年、早稲田大学英文科卒業後、読売新聞社に入社し社会部記者となるが同年12月に退社し、文筆活動に入る。小説・短歌・戯曲などを発表するほか、ゴーリキー全集の翻訳も行う。1923年、結婚を機に東京市役所労務課翻訳係に就職するが、8ヵ月で退職して再び作家生活に入る。主に『赤い鳥』などに童話を発表した。
昭和時代に入ると、私娼を描いた「天国の記録」（『中央公論』1930年7月）で有名となり、「ルンペン小説」の作家として有名となる。一方、農村の窮状を描いた農民小説を発表。太平洋戦争中は大政翼賛会の下で村の報告書を執筆した。戦後はほとんど作品を発表せず、1953年『中学生』を出版したにとどまった。
1954年、東映で製作された『二挺拳銃の竜』は下村千秋の小説が原作であるとされている（小説名は不明）。墓所は多磨霊園(18-1-15)

## 著書
- 刑罰 聚芳閣 1924
- 月寒の女 中央公論社 1929
- しかも彼等は行く 新潮社 1930
- 明るい暗黒街 天人社 1930（現代暴露文学選集）
- ある私娼との経験 天人社 1930（現代暴露文学選集）
- 天国の記録 中央公論社 1931
- 遍路行 中央公論社 1931
- 暴風帯 中央公論社 1932
- 天国の記録・街のルンペン 新潮社 1933
- 死よりも強し 中央公論社 1935
- 生々流転 中央公論社 1936
- 彷徨 第8篇 牧野書店 1940
- 豊年のこほろぎ 童話春秋社 1941
- 上杉鷹山 新潮社 1942（土の偉人叢書）
- 青森県北津軽郡梅沢村と沖部落の更生記 大政翼賛会文化部編 翼賛図書刊行会 1942（村の調査報告）
- 松岩村とその漁業組合の再出発 大政翼賛会文化部編 翼賛図書刊行会 1942（村の調査報告）
- 故郷を求めて 錦城出版 1943
- 無医村を救ふ人々 翼賛出版協会 1944（農村建設文学叢書）
- 中学生 乾元社 1953

## 翻訳
- ワアレンカ・オレソーウ ゴオルキイ 聚英閣 1924